# Brama Zmartwychwstania
Brama Zmartwychwstania (ros. Воскресенские ворота), Brama Iwerska (ros. Иверские ворота),  przed 1680: Brama Nieglinieńska (ros. Неглиненские ворота), także Brama Lwów (ros. Львиные ворота) i Brama Kuriatna (ros. Курятные ворота) – podwójna brama przejazdowa dawnego muru Kitajgorodskiego w Moskwie, obecnie znajdująca się w przejściu o tej samej nazwie pomiędzy budynkiem Dumy Miejskiej a Państwowym Muzeum Historycznym. Została wzniesiona w 1538 roku według projektu architekta Pietroka Małego, przebudowana w 1680, rozebrana w 1931 roku na rozkaz Stalina i odbudowana w 1995 pod kierownictwem Olega Żurina.

## Historia

### Oryginalna brama

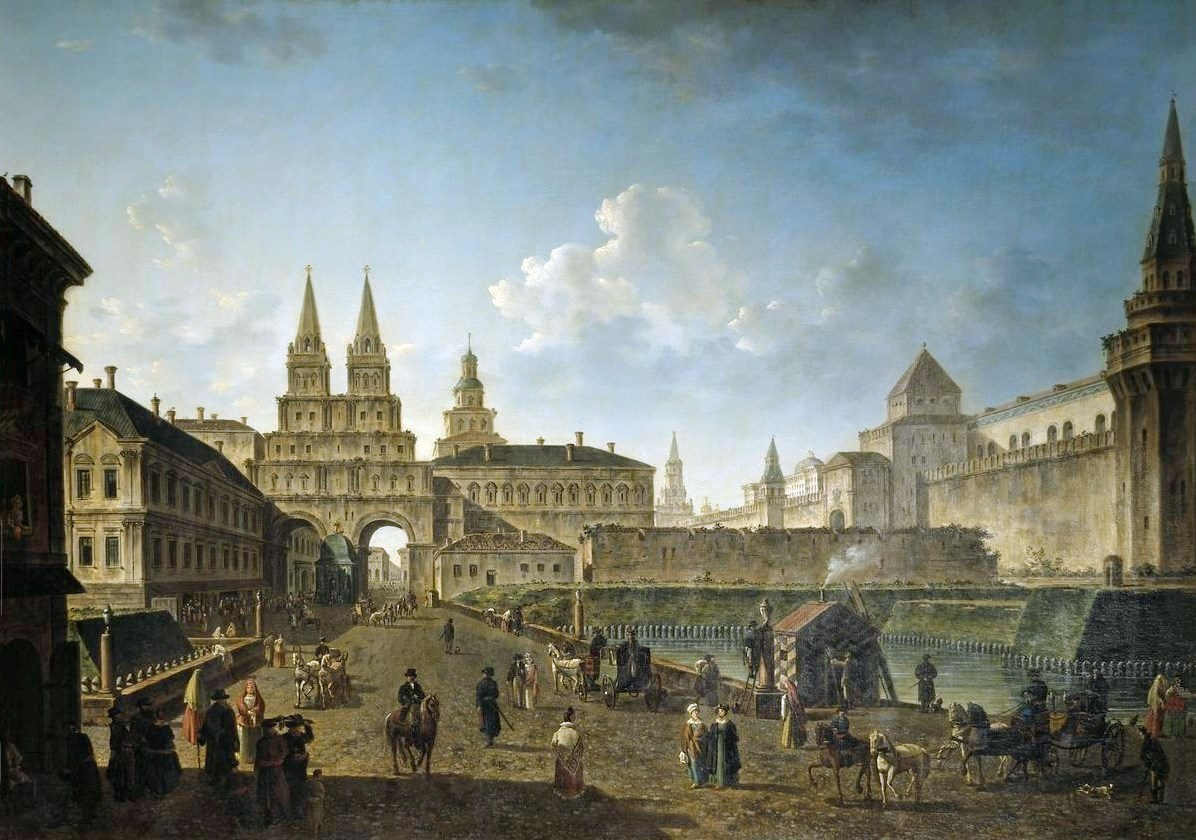
Most przy Bramie Zmartwychwstania. Akwarela z początku XIX wieku

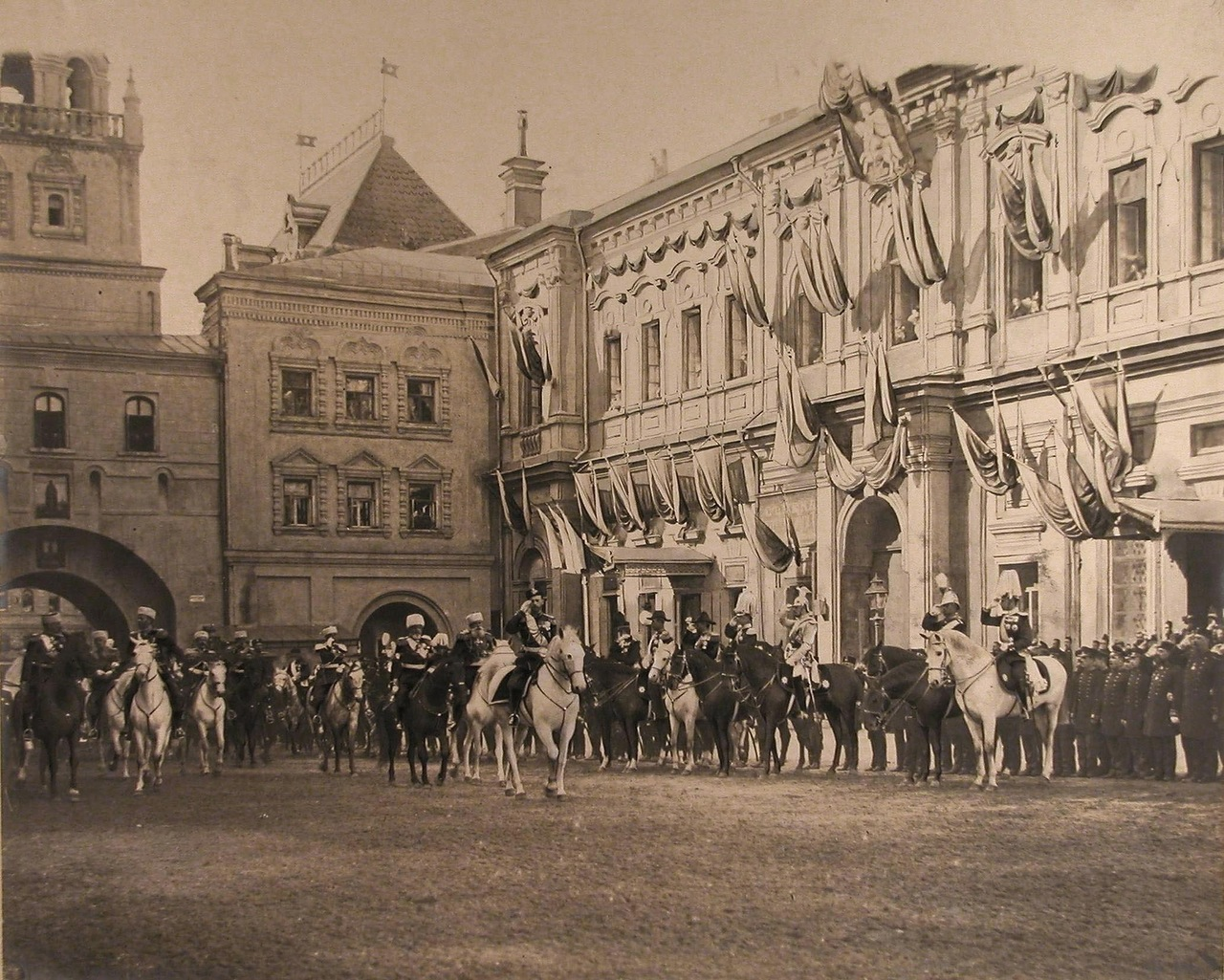
Car Mikołaj II (z przodu na białym koniu) ze swym orszakiem wkracza na plac Czerwony przez Bramę Zmartwychwstania w dniu swojej koronacji, 1896

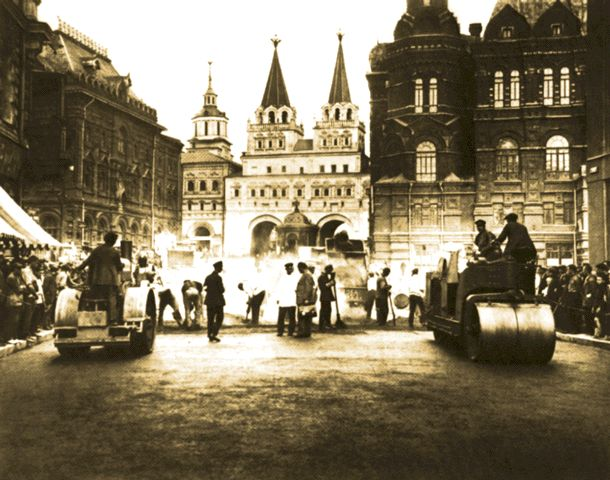
Brama Zmartwychwstania na krótko przed wyburzeniem, lata 20. XX wieku

Brama Zmartwychwstania była pierwotnie nazywana Nieglinieńską, gdyż została zbudowana w latach 1535–1538 nad brzegiem rzeki Nieglinnaja. Budowę nadzorował architekt Pietrok Mały. Podobnie jak cała twierdza Kitajgorodskaja, bramy przeznaczone były do obrony w warunkach wymiany ognia z broni palnej. Pierwotna konstrukcja bramy posiadała w dolnej części dwa przejezdne łuki, nad którymi znajdowała się platforma bojowa z szerokimi półzębami. Bramą wjeżdżano na plac Czerwony od strony głównej ulicy Moskwy – Twerskiej. Na noc brama była zamykana, a rano otwierano ją dla ruchu handlowego do moskiewskich sukiennic. W 1556 roku król Hiszpanii Filip II podarował Iwanowi Groźnemu dwa lwy, które wystawiono ludowi na pokaz w klatce w pobliżu bramy, po czym przez pewien czas nazywano ją Bramą Lwów. Bramę określano też jako Kuriatna, ze względu na jej położenie na dawnym starorzeczu (po rosyjsku курье – kur’ie).
Spod bramy przez rzekę Nieglinną przerzucono najpierw drewniany, a w 1603 roku kamienny most Zmartwychwstania Pańskiego o długości 44 metrów i szerokości 10,5 metra. W 1612 roku pospolite ruszenie z Kuźmą Mininem i Dymitrem Pożarskim na czele przeszło przez bramę, kierując się na Kreml.
W latach 1632–1635 nad Bramą Zmartwychwstania wybudowano specjalne pomieszczenia połączone tajnym przejściem z pałacem kremlowskim. Galeria była wykorzystywana przez carów do monitorowania wjazdów zagranicznych ambasadorów. Czeski podróżnik Bernhard Tanner, który zwiedzał Moskwę z załogą polskiej ambasady w 1678 roku, powiedział, że wszystkie procesje musiały zatrzymać się przed wjazdem przez bramę, aby car mógł się im lepiej przyjrzeć. W 1648 roku przy Bramie Zmartwychwstania car Aleksy I ucałował pielgrzymującą z wyspy Athos Iwerską Ikonę Matki Bożej. W 1669 roku wybudowano dla jej kopii drewnianą Kaplicę Iwerską na miejscu tego spotkania, od której bramę nazywano także Iwerską.

### Brama z 1680 roku
Bramę rozebrano i wybudowano od nowa w 1680 roku na mocy dekretu cara Fiodora III, rozbudowując poddasze i wznosząc dwie, czterospadowe wieże zwieńczone dwugłowymi orłami. W dolnej części zachowały się forteczne machikuły, a górną ozdobiono listwami, balustradami, pinaklami i wpuszczanymi półkolumnami. W kiotach nad bramą umieszczono ikony napisane na deskach (nad łukiem położonym bliżej Pałacu Ziemskiego: od strony podmiejskiej ikonę przedstawiającą scenę Zmartwychwstania Chrystusa, od placu Czerwonego – Sergiusza z Radoneża; nad drugim łukiem: od strony podmiejskiej Jerzego Zwycięzcy, od strony Kremla – Piotra Metropolity). W murze bramy wykonano wnękę dla kolejnej kaplicy, przypisywanej klasztorowi Nikolo-Perierwinskiemu.
Pod koniec XVII wieku mur Kitajgorodski został częściowo rozebrany, a na jego miejscu w pobliżu łuków dobudowano budynki administracyjne.
W XVIII wieku za czasów Piotra Wielkiego Brama Zmartwychwstania zaczęła być używana jako łuk triumfalny. W 1721 roku przeszła przez nią uroczysta procesja na cześć podpisania pokoju w Nystadt, przy akompaniamencie bicia dzwonów, wystrzałów z armat i muzyki. Z carem spotkali się przedstawiciele duchowieństwa, senatorowie i generałowie.
Brama ucierpiała w wielkim pożarze Moskwy w 1737 roku, po czym została odrestaurowana pod kierunkiem architekta Iwana Miczurina. W 1742 z okazji koronacji carycy Elżbiety Romanowej udekorowano ją 32 sztandarami, 40 dywanami, 500 misami z płonącymi knotami i 38 obrazami pędzla Iwana Wasiliewa. W 1746 roku przebudowano kaplicę. W 1753 roku senat wydał dekret o udekorowaniu wież wystrojem podobnym do dekoracji Bramy Triumfalnej z lat 40. XVIII wieku. Architekt Dmitrij Uchtomski zaproponował przebudowę Bramy Zmartwychwstania na 85-metrowy łuk z 28 posągami, ale projekt nie został zrealizowany. Zamiast tego ozdobiono ją reliefami, dodatkowymi kolumnami, wazonami i rzeźbiarskimi popiersiami.
W pierwszej połowie XVIII wieku w komorach bramnych mieściło się laboratorium probiercze mennicy. W 1775 roku lokal zajmowała drukarnia uniwersytecka, wynajęta w 1779 roku przez dziennikarza Nikołaja Nowikowa.
Na cześć zawarcia traktatu w Küczük Kajnardży w 1775 roku bramę ozdobiono symbolicznymi malowidłami, wśród których znajdowały się wizerunki Saturna z klepsydrą i kosą, Merkurego, Minerwy i inne. W 1782 roku przebudowano Kaplicę Iwerską na budowlę z kamienia według projektu Matwieja Kazakowa. W 1801 roku Bramę Zmartwychwstania ozdobiono pozłacanymi miedzianymi pilastrami i girlandami, a na dachu umieszczono anioła z krzyżem.
W XIX wieku na terenie Bramy Zmartwychwstania przechowywano archiwum Zarządu Prowincjonalnego. Na początku XX wieku car Mikołaj II podpisał dekret o przekazaniu budynku Państwowemu Muzeum Historycznemu, ale ze względu na wydarzenia rewolucji październikowej nie został on zrealizowany.
W 1917 roku Kaplica Iwerska i Brama Zmartwychwstania służyły jako część linii obrony Kremla przeciwko bolszewikom. Rok później wydano dekret Rady Komisarzy Ludowych „O usuwaniu pomników postawionych na cześć carów i ich sług oraz opracowywaniu projektów pomników Rosyjskiej Republiki Socjalistycznej” podpisany przez Włodzimierza Lenina, Józefa Stalina i Anatolija Łunaczarskiego. Zgodnie z dekretem z 1 maja tego samego roku plac Zmartwychwstania został przemianowany na plac Rewolucji. Na początku lat 20. brama została odrestaurowana i przekazana Państwowemu Muzeum Historycznemu.

### Rozbiórka
W nocy z 28 na 29 lipca 1929 roku w związku z reorganizacją placu Czerwonego zburzono Kaplicę Iwerską, a na jej miejscu ustawiono rzeźbę robotnika. Kopia Iwerskiej Ikony została przeniesiona do cerkwi Zmartwychwstania Pańskiego w Sokolnikach. Dwa lata później z rozkazu Józefa Stalina rozebrano również Bramę Zmartwychwstania, która przeszkadzała w organizowaniu parad w rocznice wydarzeń rewolucyjnych. Na protesty architektów i osobistości kultury Łazar Kaganowicz, I sekretarz Moskiewskiego Komitetu Miejskiego WKP (b), odpowiedział: „Ale moja estetyka wymaga, aby kolumny demonstrantów z sześciu moskiewskich dzielnic wchodziły jednocześnie na plac Czerwony”. Rozbiórki dokonano bez nadzoru architektonicznego, specjalistom udało się wykonać jedynie „ślepy” pomiar bez sporządzenia dokumentacji fotograficznej. W 1936 roku przejście przez teren zniszczonej bramy przemianowano na przejście Historyczne.

### Odbudowa
W lipcu 1988 Mosinżstroj i Moswodokanałstroj naprawili podziemną kanalizację i nawierzchnię dróg w przejściu Historycznym. Prace konserwatorskie wiązały się ze zbliżającą się 71. rocznicą rewolucji październikowej. Po usunięciu przez robotników warstwy wierzchniej pracownicy Moskiewskiej Ekspedycji Archeologicznej Instytutu Archeologii Akademii Nauk ZSRR prowadzący badania na terenie mennicy wstrzymali prace remontowe, natknąwszy się na fundamenty Bramy Zmartwychwstania. Pozostałości konstrukcji składały się z trzech podłużnych słupów ułożonych w jednej linii z murem Kitajgorodskim z pylonami i przejściami między nimi, oblicowanymi w piwnicy białymi kamiennymi blokami. Archeologom i ochotnikom udało się znaleźć chaty z bali z XIII wieku, ceramikę, biżuterię i materiały budowlane z XIV-XVII wieku. Pod koniec prac wykop zasypano, a fundamenty zakonserwowano, uniemożliwiając specjalistom dokończenie badań.
W 1993 roku zmieniono nazwę przejścia Historycznego na przejście Brama Zmartwychwstania. Rok później władze Moskwy podjęły decyzję o przywróceniu historycznego wyglądu temu obszarowi. W tym celu Instytut „Spiecprojektriestawracija”, kierowany przez architekta-konserwatora zabytków Olega Żurina, przeprowadził drugie badanie fundamentów. Brama Zmartwychwstania została zrekonstruowana w takim kształcie, jaki uzyskała pod koniec XVII wieku, a Kaplica Iwerska – w postaci z końca XVIII wieku. Rok później nastąpiło uroczyste otwarcie Bramy Zmartwychwstania i poświęcenie kaplicy przez patriarchę moskiewskiego i całej Rusi Aleksego II. Specjalnie dla niej wykonano nową kopię Ikony Iwerskiej, autorstwa hieromnicha z klasztoru Ksenofonta, na podstawie oryginału. Brama została przekazana na własność Państwowemu Muzeum Historycznemu.
Po renowacji przejście przez Bramę Zmartwychwstania ponownie stało się otwarte dla pieszych. Z powodu odbudowy zabytku ciężki sprzęt wojskowy podczas defilad już nie wjeżdża na plac Czerwony z obu stron Państwowego Muzeum Historycznego, a tylko z jednej.

## Galeria

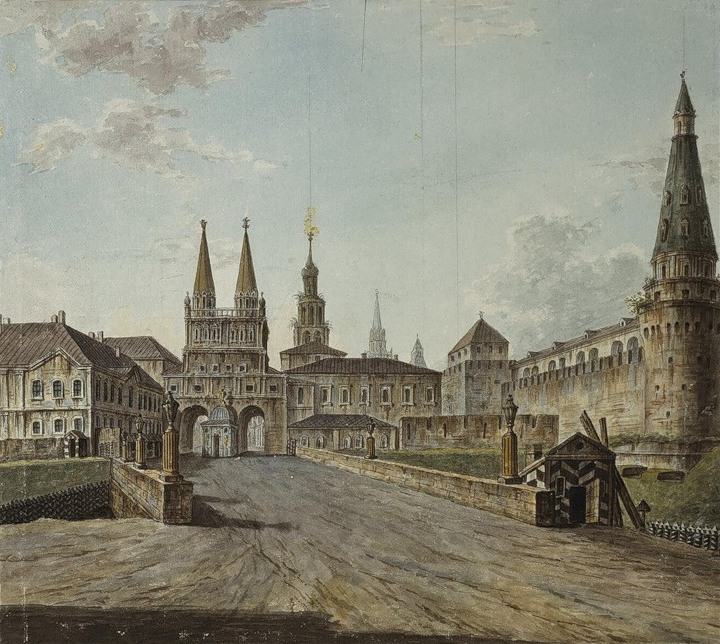
Brama Zmartwychwstania i most na Nieglinnej, obraz z XIX wieku
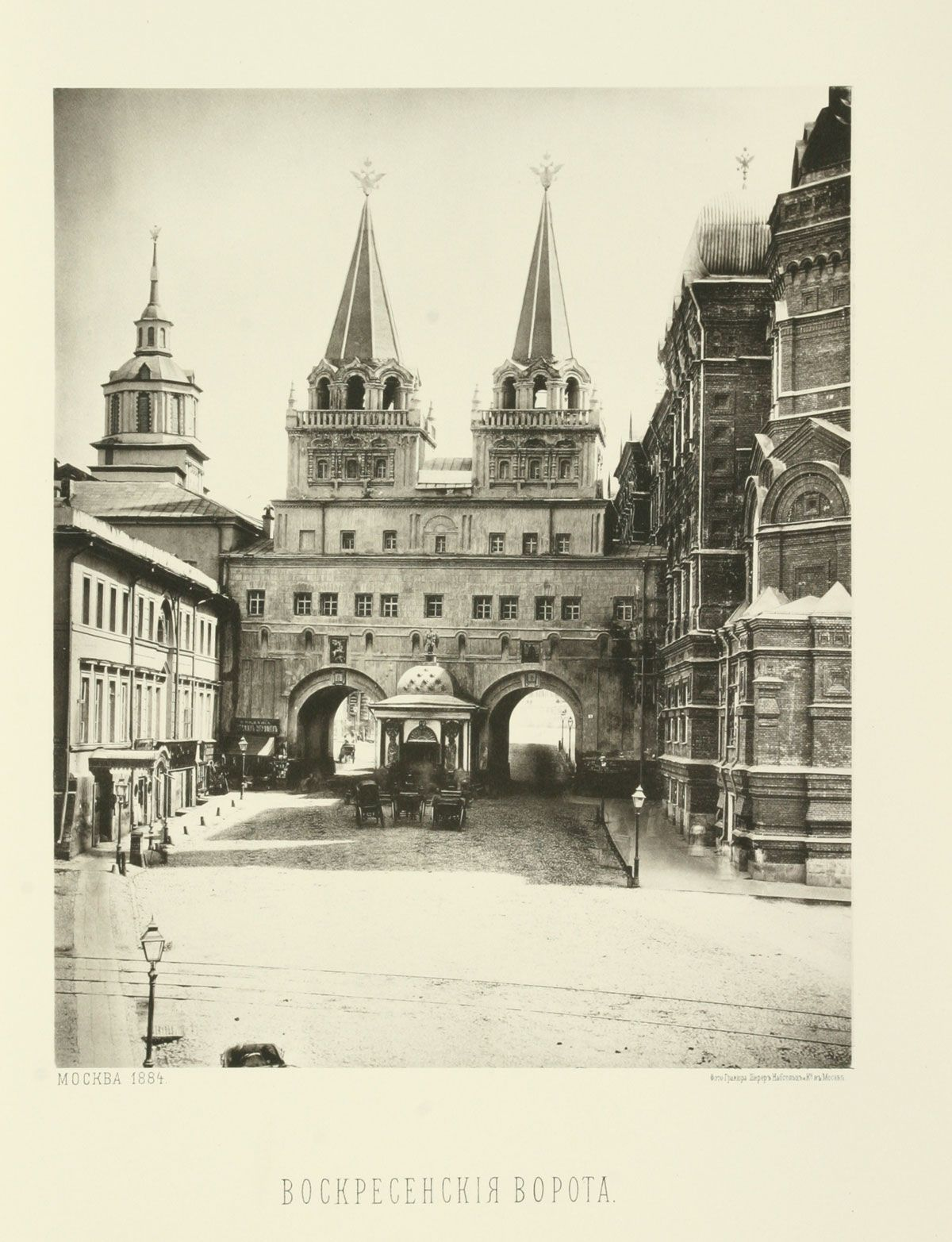
Brama Zmartwychwstania, fotografia z 1884 roku
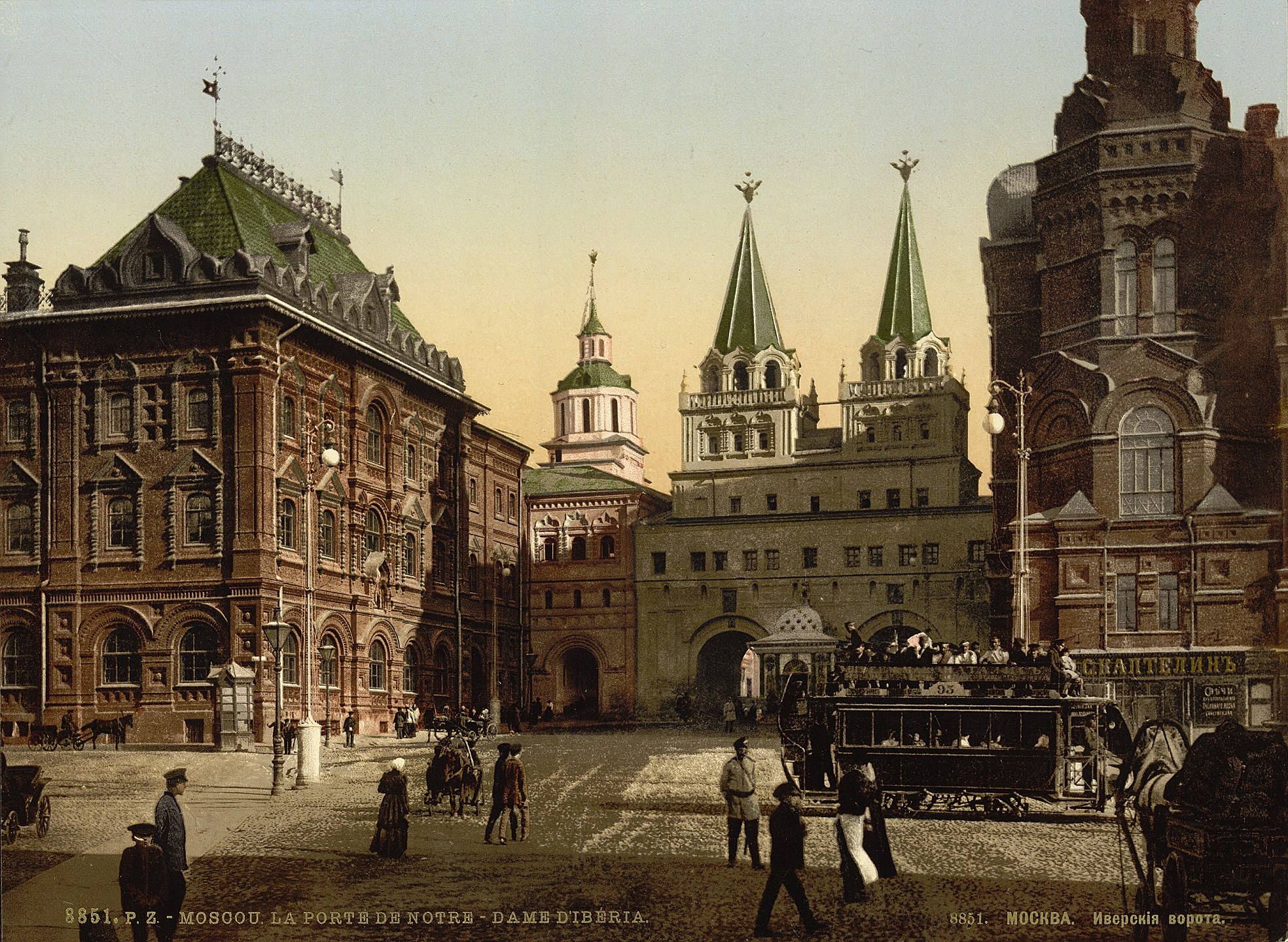
Brama Zmartwychwstania na pocztówce z końca XIX wieku
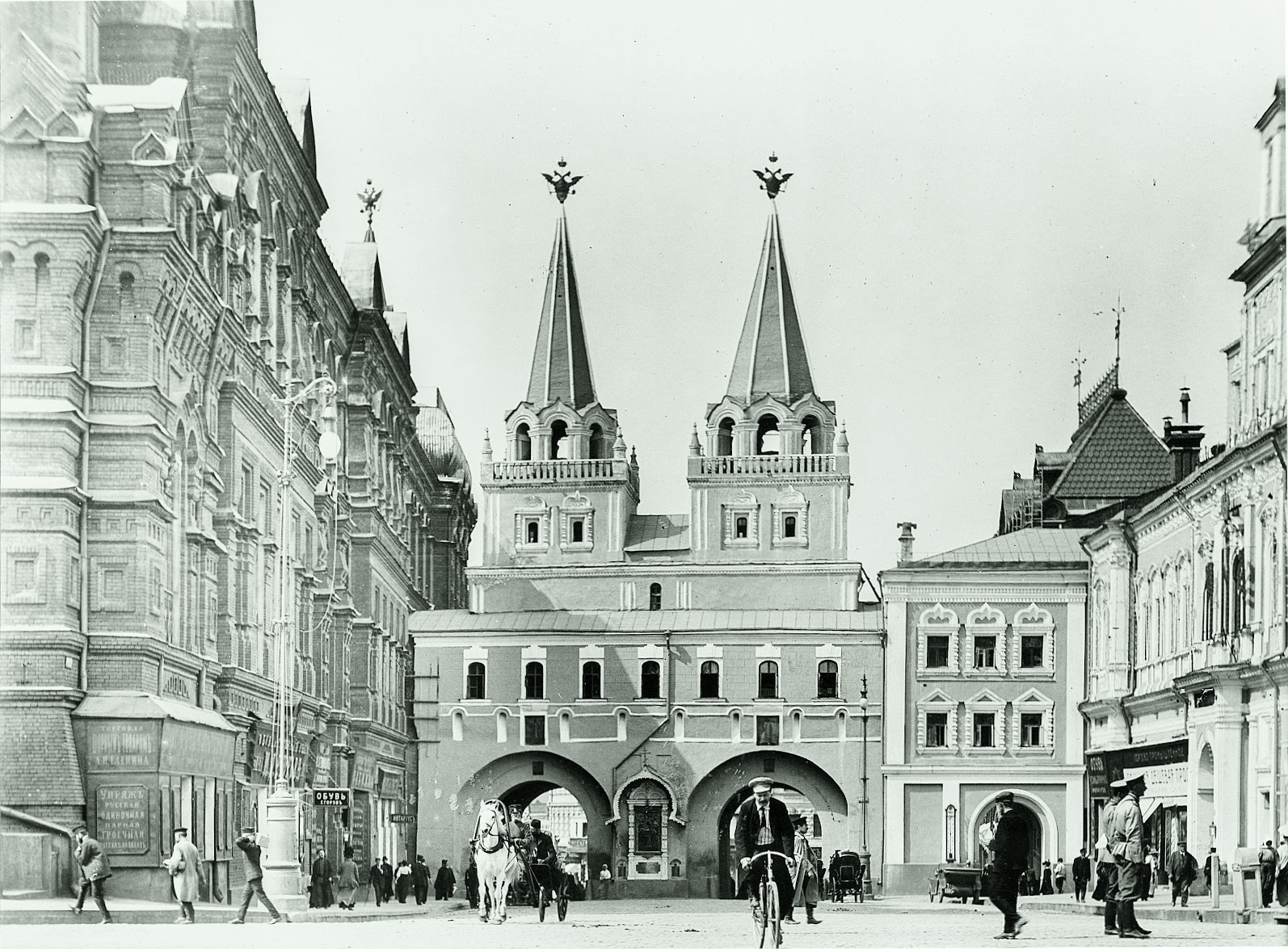
Brama Zmartwychwstania, zdjęcie z początku XX wieku
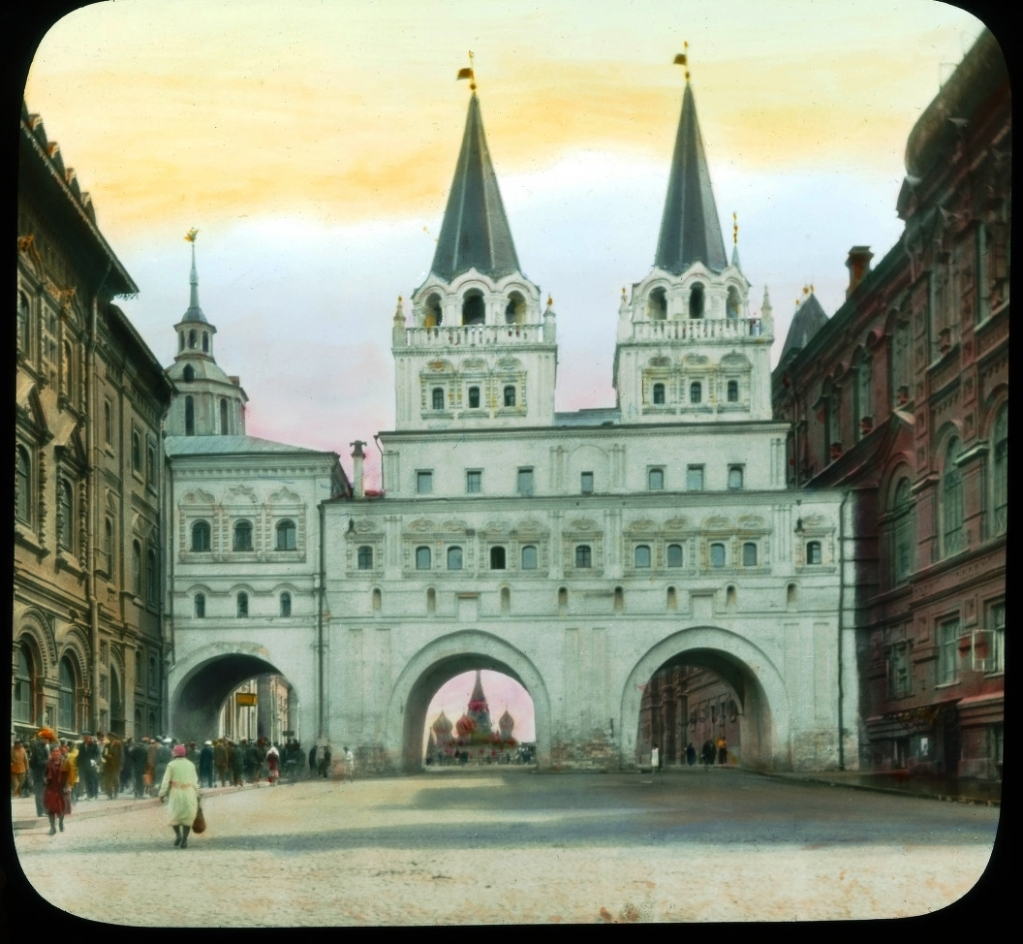
Brama Zmartwychwstania bez kaplicy Iwerskiej, obraz z 1930 roku
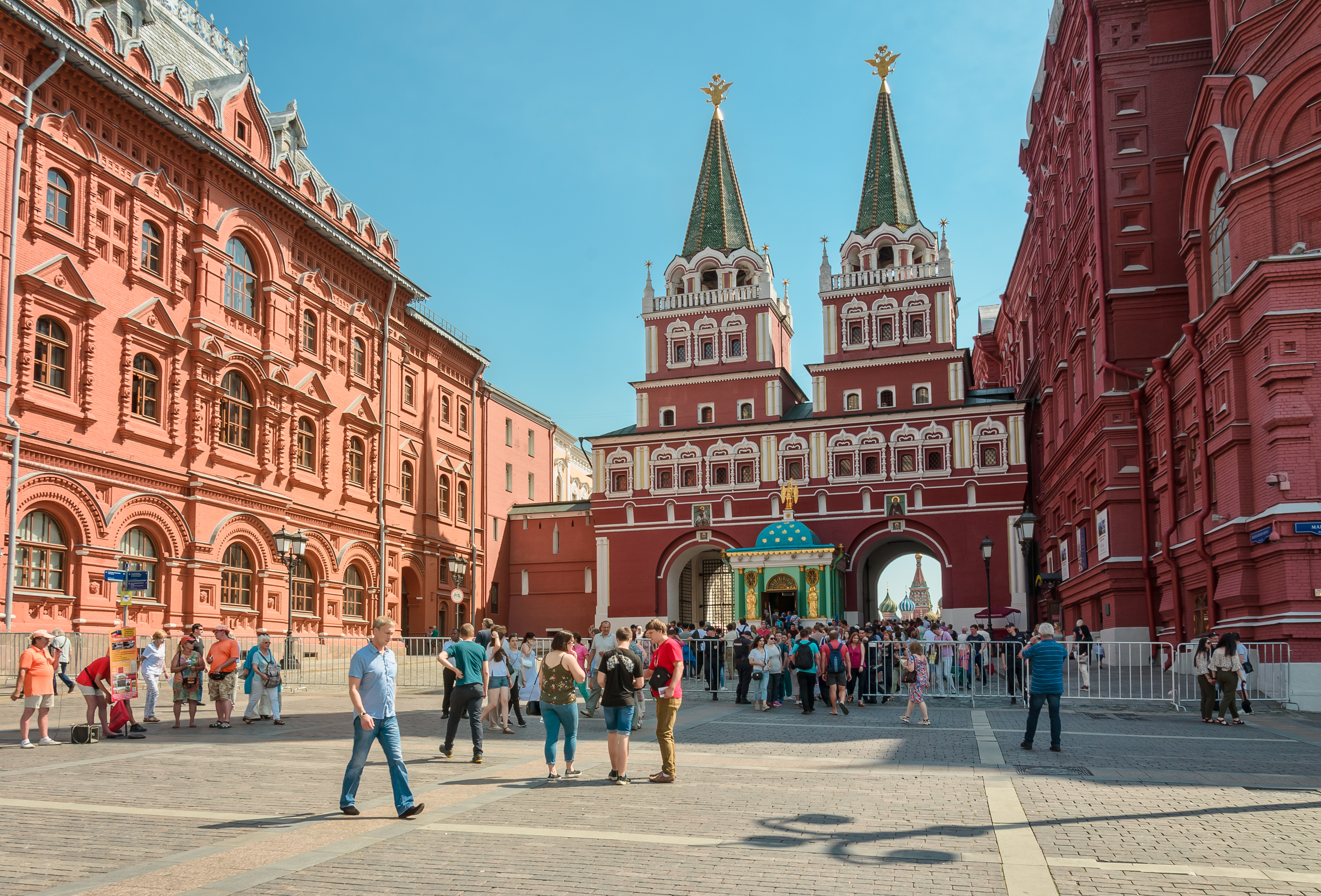
Odbudowana Brama Zmartwychwstania, 2017